# Liberdade

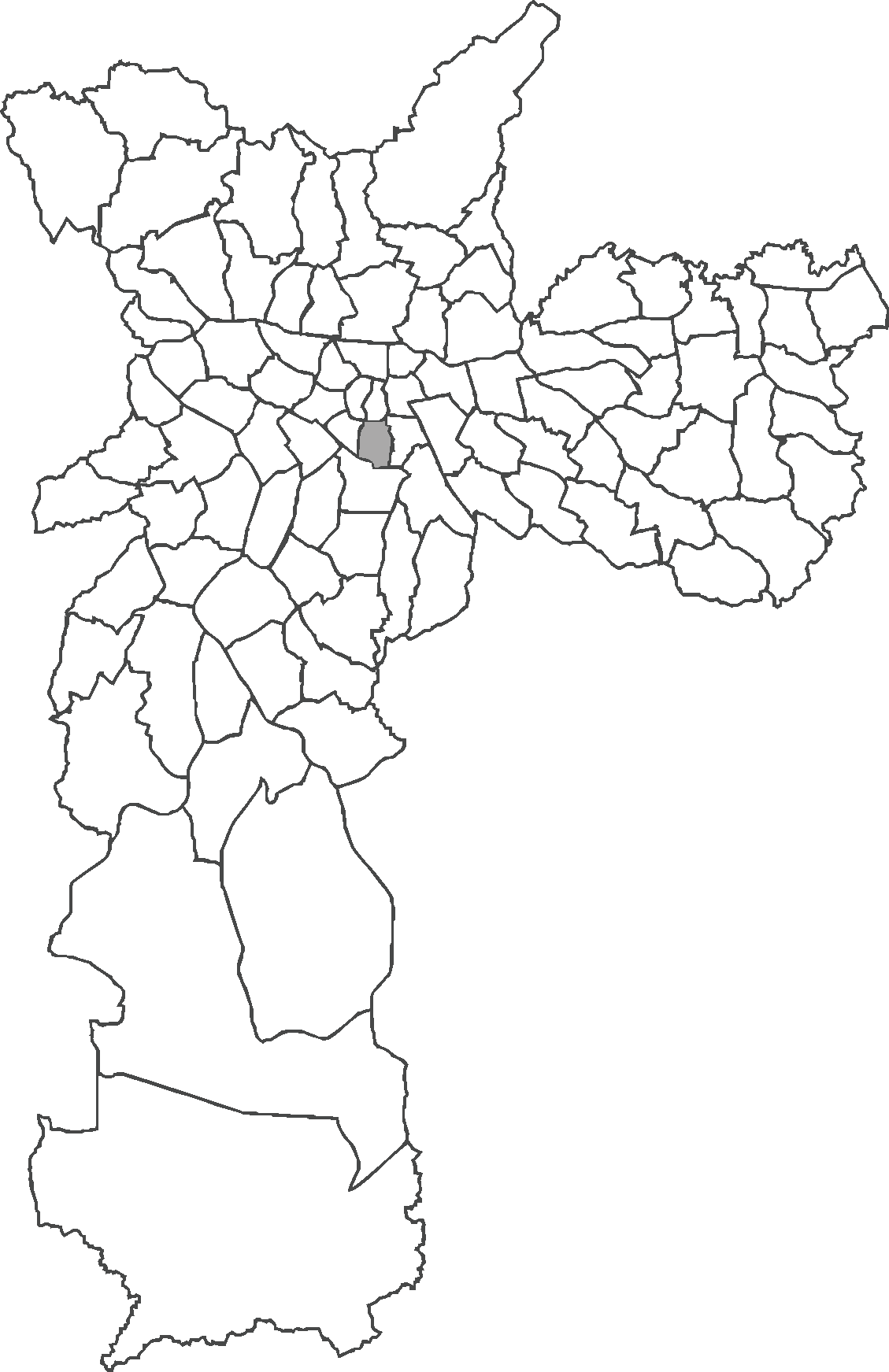
Graue Fläche: Lage von Liberdade in São Paulo

Liberdade (portugiesisch Distrito Paulistano da Liberdade, japanisch リベルダージ) ist einer von 96 Distrikten (distritos) der brasilianischen Metropole São Paulo und wird von der Regionalpräfektur Sé verwaltet.
Der in den 1950er Jahren gegründete Distrikt gliedert sich in den namensgleichen Bairro da Liberdade und die Bairros Aclimação und Glicério. Er war früher als Campo da Forca bekannt.
Der Distrikt ist eine der wichtigsten Sehenswürdigkeiten der Stadt, zudem der wichtigste Wohnort der japanischen Gemeinde Brasiliens. Der Name Liberdade entstand nach der Abschaffung der Sklaverei im Jahr 1888. Er hatte 2010 eine geschätzte Bevölkerung von 69.092 Einwohnern auf 3,7 km².
Liberdade gilt als die weltweit größte japanische Gemeinde (Japantown) außerhalb Japans.

## Bevölkerungsentwicklung
Quelle:

## Bildeindrücke

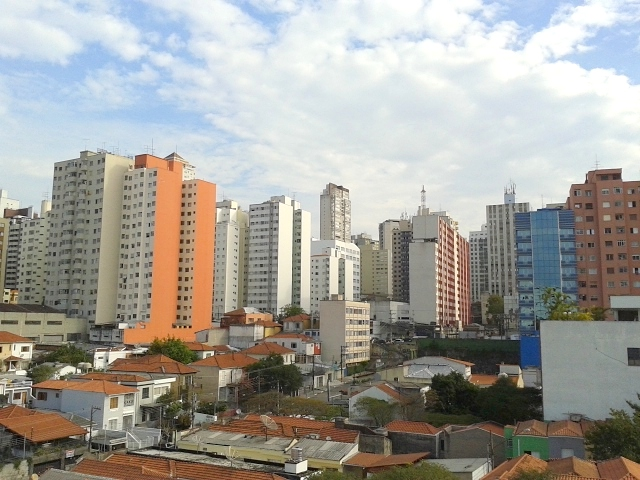
Blick auf Liberdade
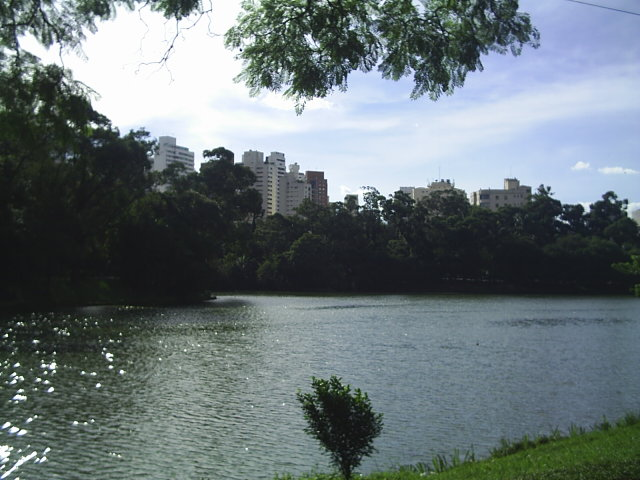
Parkblick auf den Bairro Aclimação
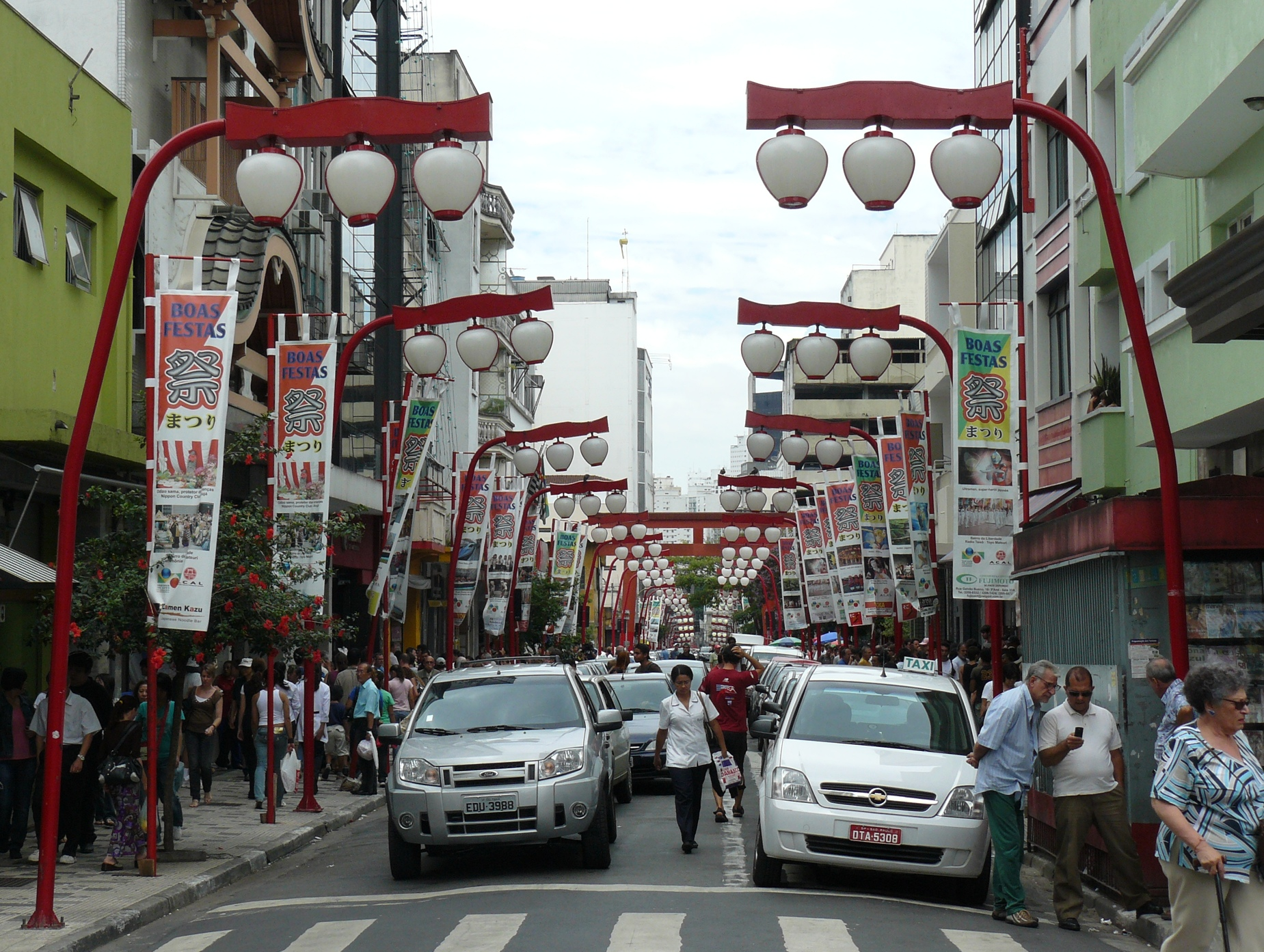
Belebte Straße, Japantown